# NGC 3736
NGC 3736 (również PGC 35835 lub UGC 6560) – galaktyka spiralna (S?), znajdująca się w gwiazdozbiorze Smoka. Odkrył ją w 1885 roku Ralph Copeland.